# René Ríos Boettiger

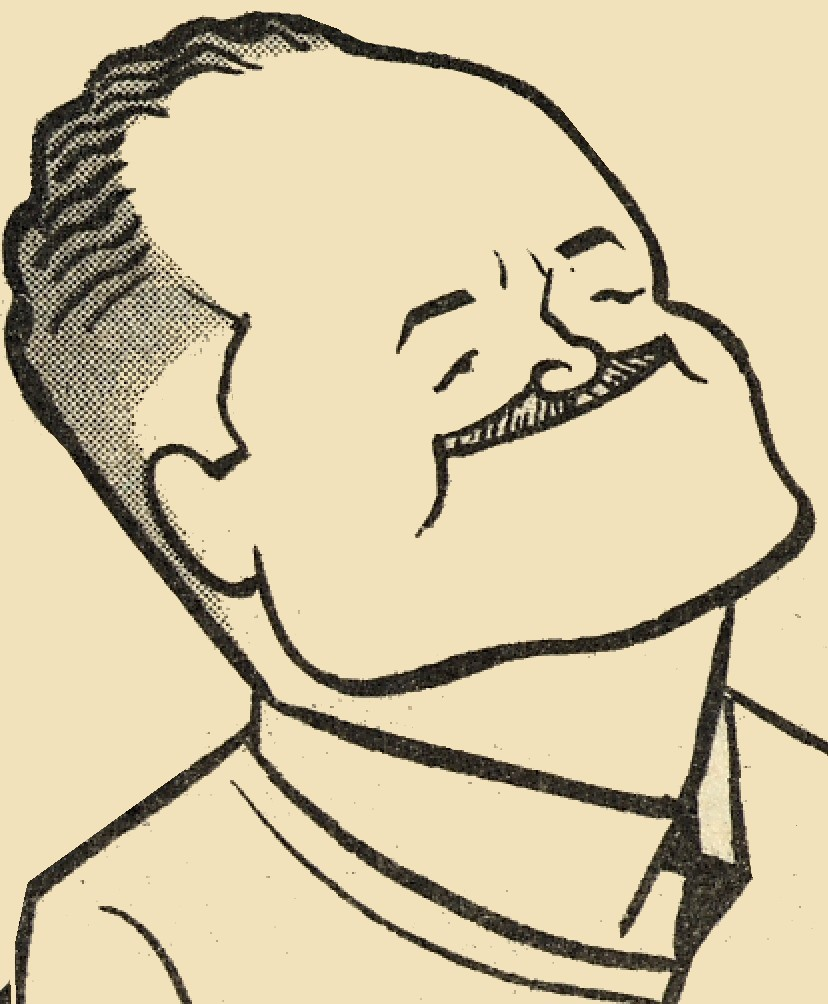
Pepos Selbstporträt

René Ríos Boettiger (* 15. Dezember 1911 in Concepción; † 14. Juli 2000), bekannter unter dem Künstlernamen Pepo, war ein chilenischer Cartoon-Zeichner. Er wurde berühmt durch die von ihm geschaffene Cartoon-Figur Condorito.
Er brach sein Medizinstudium ab und zog 1932 nach Santiago, um als Karikaturist bei der Satirezeitschrift Topaze zu arbeiten. Er nahm das Pseudonym „Pepo“ an, von pepón, „kleines Fass“, seinem Spitznamen aus der Kindheit.
1943 entwickelte er Condorito.